# 瑪蒂爾達·魯茨
瑪蒂爾達·魯茨（Matilda Anna Ingrid Lutz，（1991年1月28日—）是一名意大利裔美國女模特兒及演員，自主演2017年電影《七夜怪譚》及《浴血狂花》後聲名大噪。

## 早年
瑪蒂爾達出生于意大利米兰，自2013年开始移居到洛杉矶。她的双亲都是时尚行业从业人士。她的父亲是一名在纽约工作的摄影师，她的母亲则是米兰的一名模特兒。